# Torneo de Hamburgo 2016
El German Open 2016 fue un torneo de tenis perteneciente a la ATP en la categoría de ATP World Tour 500. Se disputó desde el 11 al 17 de julio de 2016 sobre tierra batida en el Am Rothenbaum, en la ciudad de Hamburgo, Alemania.

## Cabezas de serie

### Individual
| Tenista                | Ranking | Preclasificado |
| Philipp Kohlschreiber  | 22      | 1              |
| Benoît Paire           | 23      | 2              |
| Pablo Cuevas           | 24      | 3              |
| Alexander Zverev       | 28      | 4              |
| Jérémy Chardy          | 34      | 5              |
| Nicolás Almagro        | 47      | 6              |
| Martin Kližan          | 48      | 7              |
| Guillermo García-López | 58      | 8              |

- Ranking del 27 de junio de 2016

### Dobles
| Pareja                             | Ranking | Preclasificada |
| Łukasz Kubot Alexander Peya        | 40      | 1              |
| Henri Kontinen John Peers          | 45      | 2              |
| Daniel Nestor Aisam-ul-Haq Qureshi | 58      | 3              |
| Mate Pavić Michael Venus           | 73      | 4              |

## Campeones

### Individual Masculino
Martin Kližan derrotó a  Pablo Cuevas por 6-1, 6-4

### Dobles Masculino
Henri Kontinen /  John Peers derrotaron a  Daniel Nestor /  Aisam-ul-Haq Qureshi por 7-5, 6-3